# 桓叔之戰
桓叔之戰發生於前739年晉國的內戰，晉國軍隊與曲沃桓叔之間的戰爭。
前792年，晉穆侯亦有參戰協助王室平亂的戰爭，在攻條奔戎之役時，夫人姜氏生下長子，因此役戰敗，而為孩子取名為仇，即日後的晉文侯；前789年，晉穆侯又在千畝之戰時又生一子，因此役有功，則為孩子命名為成師， 即日後的曲沃桓叔。此事受到大夫師服的質疑，並料言晉國會因此出現內亂。
前745年，晉昭侯把曲沃（在今中國山西省曲沃縣）封給其叔成師，時年58歲，因「好德」而得民心。前739年，晉國大臣潘父弒殺了晉昭侯，迎立曲沃桓叔。桓叔欲入晉國，但是晉人發兵攻打桓叔的曲沃軍隊，桓叔因此退回曲沃。晉人共立昭侯子公子平為君，是為晉孝侯，誅殺潘父。此役稱為桓叔之戰，揭開晉國與曲沃間長達六十年的戰爭。